# معشوقه

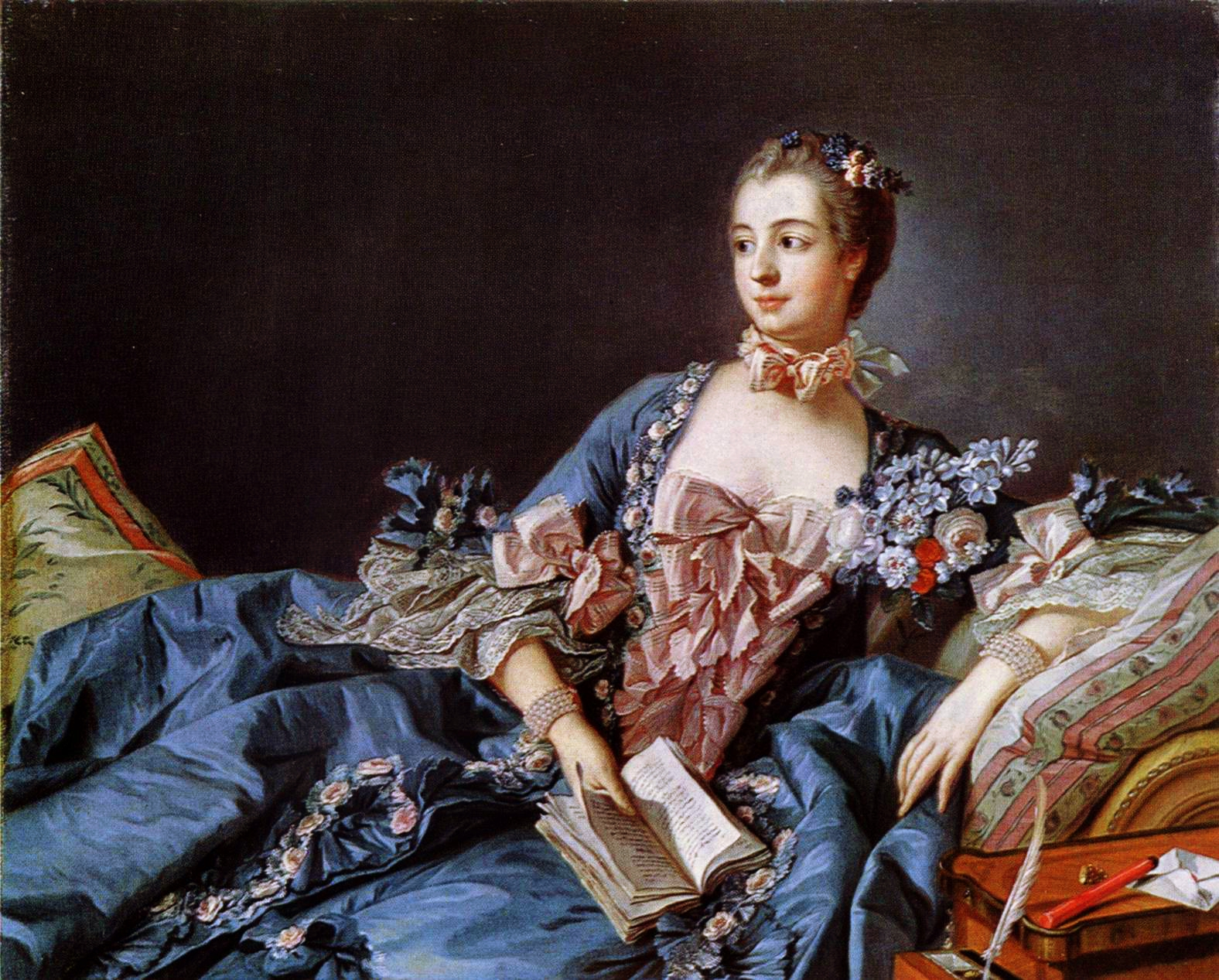
مادام پمپادور معشوقهٔ لوئی پانزدهم. اثر فرانسوا بوشه

رفیقه، معشوقه، یا مِترِس (به فرانسوی: maîtresse) به زنی گفته می‌شود که مورد دلبستگی یک فرد است اما با او ازدواج نکرده‌است.